# Czeglédi Ferenc
Czeglédi Ferenc (Cegléd, 1530 – Nagyecsed, 1597) református lelkész.

## Élete
1553-ban Philipp Melanchthon alatt tanult Wittenbergben és más németországi főiskolákban is megfordult. 1557-ben tért vissza hazájába és Sárospatakon az öreg Kopácsi Istvánnak (kinek Erzsébet leányát vette nőül) tanárságban utóda, 1568-ban a sárospataki egyháznak is lelkésze s a zempléni egyházmegye seniora volt. Azon évben jelen volt az Egri Lukács ellen tartott kassai gyűlésen; maga is augusztus 24. Sárospatakon egyházi gyűlést tartott Egri Lukács, Blandrata György és Dávid Ferenc tévelygő nézeteivel szembe szállandó s a gondjaira bízott egyházakat az akkor szerfelett terjedő tévtanoktól megóvandó; ezen szinódusban üdvös rendeleteket hozott. Összehívó levelét idézi Lampe. (Hist. Eccl. Hung. 217–219.) Kőházát a sárospatakiaknak hagyta kórháznak, mely épület ma is megvan és régi ispotálynak nevezik.